# USS Leonard F. Mason (DD-852)
USS Leonard F. Mason (DD-852) là một tàu khu trục lớp Gearing được Hải quân Hoa Kỳ chế tạo vào giai đoạn cuối Chiến tranh Thế giới thứ hai. Nó là chiếc tàu chiến duy nhất của Hải quân Mỹ được đặt theo tên binh nhất Thủy quân Lục chiến Leonard F. Mason (1920–1944), người đã tử trận trong trận Guam và được truy tặng Huân chương Danh dự. Hoàn tất khi chiến tranh đã kết thúc, nó tiếp tục phục vụ trong giai đoạn Chiến tranh Lạnh, Chiến tranh Triều Tiên và Chiến tranh Việt Nam cho đến năm 1976. Con tàu được chuyển cho Đài Loan năm 1978 và tiếp tục phục vụ cùng Hải quân như là chiếc ROCS Lai Yang hoặc Shuei Yang (DD-26/DDG-926) cho đến năm 2000. Nó bị đánh chìm như một dải san hô nhân tạo năm 2003. Leonard F. Mason được tặng thưởng ba Ngôi sao Chiến trận do thành tích phục vụ trong Chiến tranh Triều Tiên.

## Thiết kế và chế tạo
Leonard F. Mason được đặt lườn tại xưởng tàu Fore River Shipyard, của hãng Bethlehem Shipbuilding Corporation ở Quincy, Massachusetts vào ngày 2 tháng 5 năm 1945. Nó được hạ thủy vào ngày 4 tháng 1 năm 1946; được đỡ đầu bởi bà Hillary Mason, mẹ binh nhất Mason, và nhập biên chế vào ngày 28 tháng 6 năm 1946 dưới quyền chỉ huy của Hạm trưởng, Trung tá Hải quân S. D. B. Merrill.

## Lịch sử hoạt động

### 1946 - 1950
Sau khi hoàn tất việc chạy thử máy huấn luyện tại vùng biển Caribe, Leonard F. Mason gia nhập Đội khu trục 32 và được điều động sang khu vực Thái Bình Dương vào ngày 22 tháng 1 năm 1947 để phục vụ cùng Hạm đội Thái Bình Dương. Từ năm 1947 đến năm 1950, con tàu đã hai lần được phái sang phục vụ tại khu vực Tây Thái Bình Dương, xen kẻ với những giai đoạn hoạt động huấn luyện và bảo trì tại vùng bờ Tây.

### Chiến tranh Triều Tiên 1950 - 1953
Sau sự kiện lực lượng Bắc Triều Tiên tấn công xuống lãnh thổ Nam Triều Tiên vào tháng 7, 1950 khiến Chiến tranh Triều Tiên bùng nổ, Leonard F. Mason lên đường vào ngày 13 tháng 11, 1950 để đi sang khu vực Tây Thái Bình Dương, và tham gia các cuộc thực tập chống tàu ngầm. Nó gia nhập Lực lượng Đặc nhiệm 85 vào ngày 16 tháng 5, 1951 và tham gia gia chiến dịch Phong tỏa Wonsan, nơi nó bắn phá các tuyến đường vận chuyển, tiếp vận và điểm tập trung quân của đối phương. Đang khi neo đậu ngoài khơi Wonsan, lính biệt kích Bắc Triều Tiên tìm cách xâm nhập con tàu theo đường dây neo, nhưng không thành công. Rời Wonsan vào ngày 23 tháng 7 để quay trở về Hoa Kỳ, nó về đến San Diego, California vào ngày 8 tháng 8.
Sau khi được đại tu, Leonard F. Mason lại rời vùng bờ Tây vào ngày 23 tháng 2, 1952 để đi sang Viễn Đông, tiếp tục hoạt động tại khu vực cảng Wonsan và dọc theo bờ biển phía Đông bán đảo Triều Tiên. Hoàn tất lượt phục vụ, nó rời cảng Yokosuka vào ngày 13 tháng 9 để quay trở về Hoa Kỳ, về đến Long Beach, California vào ngày 27 tháng 9. Nó ở lại vùng bờ Đông cho đến ngày 16 tháng 5, 1953, khi nó lên đường cho một lượt hoạt động khác tại vùng Tây Thái Bình Dương. Đi đến vùng biển Triều Tiên vào ngày 9 tháng 6, nó gia nhập Đội đặc nhiệm 70.1 để hoạt động bắn phá bờ biển và hộ tống cho thiết giáp hạm New Jersey (BB-62) ngoài khơi Wonsan và trong biển Hoàng Hải.

### 1954 - 1964
Sau khi xung đột tại Triều Tiên kết thúc do đạt được thỏa thuận ngừng bắn vào tháng 7, 1953, Leonard F. Mason rời Yokosuka vào ngày 20 tháng 11 để quay trở về Hoa Kỳ, về đến Long Beach vào ngày 8 tháng 12. Trong giai đoạn từ năm 1954 đến năm 1960, chiếc tàu khu trục còn được phái sang hoạt động tại Viễn Đông thêm ba lượt nữa, giúp duy trì sự ổn định tại khu vực Tây Thái Bình Dương. Vào lúc xảy ra vụ Khủng hoảng kênh đào Suez vào tháng 11, 1956, nó đi sang Viễn Đông cùng Lực lượng Đặc nhiệm 11, một lực lượng tàu sân bay nhanh, nhằm ngăn ngừa xung đột lan rộng trên quy mô toàn cầu. Từ tháng 5, 1960 đến tháng 5, 1962, nó đặt cảng nhà tại Yokosuka và hoạt động tuần tra chống tàu ngầm cùng các hoạt động gìn giữ hòa bình khác.
Vào năm 1963, Leonard F. Mason đi đến Xưởng hải quân Boston để được sửa chữa và nâng cấp trong khuôn khổ Chương trình Hồi sinh và Hiện đại hóa Hạm đội I (FRAM: Fleet Rehabilitation and Modernization), nhằm kéo dài vòng đời hoạt động thêm 10 đến 20 năm, đồng thời nâng cao năng lực tác chiến chống ngầm. Nó được cải tiến với những thiết bị điện tử, radar và sonar hiện đại, được bổ sung hai bệ ống phóng ngư lôi Mark 32 ba nòng, bệ phóng tên lửa chống ngầm RUR-5 ASROC giữa các ống khói, cùng hầm chứa và sàn đáp để vận hành máy bay trực thăng không người lái chống tàu ngầm Gyrodyne QH-50 DASH. Sau khi hoàn tất việc nâng cấp, nó lên đường quay trở lại Viễn Đông ngang qua vùng bờ Tây, đi đến Yokosuka vào ngày 21 tháng 7, 1964.

### Chiến tranh Việt Nam 1964 - 1973
Trong hai năm tiếp theo, Leonard F. Mason hoạt động cùng nhiều đội đặc nhiệm khác nhau của Đệ Thất hạm đội, đảm nhiệm hỗ trợ hải pháo dọc theo bờ biển Việt Nam, tuần tra tại eo biển Đài Loan đồng thời cũng phục vụ cho hoạt động thu hồi tàu không gian trong khuôn khổ Chương trình Gemini. Vào ngày 17 tháng 3, 1966, khi tàu không gian Gemini 8 đáp xuống sớm hơn dự kiến tại vùng biển phía Đông Nam Okinawa, thay vì khu vực biển Caribe theo kế hoạch, các phi hành gia David Scott và Neil Armstrong cùng tàu không gian Gemini VIII đã được đưa lên chiếc tàu khu trục chỉ trong vòng ba giờ, và được chuyển về Okinawa vào ngày hôm sau. Nó quay trở lại nhiệm vụ hỗ trợ hỏa lực ngoài khơi Việt Nam cho đến tháng 6.
Cảng nhà của Leonard F. Mason được chuyển về Long Beach, California; và nó rời Yokosuka vào ngày 17 tháng 6, về đến vùng bờ Tây Hoa Kỳ vào ngày 2 tháng 7. Nó tiến hành nhiều hoạt động khác nhau dọc bờ biển California, bao gồm một chuyến đi đến Acapulco, Mexico trong tháng 11; rồi đi đến Xưởng hải quân Vịnh San Francisco, Vallejo, California vào ngày 5 tháng 1, 1967 để được đại tu. Quay trở lại Long Beach vào tháng 5, nó tiếp nối các hoạt động tại chỗ, bao gồm sáu tuần huấn luyện ôn tập. Chiếc tàu khu trục khởi hành vào ngày 19 tháng 9 để đi sang khu vực Tây Thái Bình Dương, nơi nó làm nhiệm vụ canh phòng máy bay cho tàu sân bay tại Trạm Yankee và hỗ trợ hỏa lực hải pháo ven biển. Nó lên đường quay trở về nhà, về đến Long Beach vào ngày 12 tháng 3, 1968, nhưng thời gian ở lại cảng nhà không kéo dài, khi nó lại được điều sang Viễn Đông vào cuối tháng 7. Yokosuka lại trở thành cảng nhà của nó từ ngày 19 tháng 8, 1968, và chiếc tàu khu trục tiếp tục phục vụ cùng Đệ Thất hạm đội suốt từ khu vực biển Nhật Bản cho đến biển Đông trong năm 1969.
Vào tháng 12, 1972, Leonard F. Mason tham gia Chiến dịch Linebacker II, cùng các tàu khu trục khác bắn phá nhiều mục tiêu khác nhau dọc theo bờ biển Bắc Việt Nam. Trong một hoạt động như vậy, nó chịu đựng hỏa lực nặng nề từ những khẩu đội pháo bờ biển đối phương, và bánh lái bên mạn phải bị hư hại nặng bởi một quả đạn pháo nổ gần đuôi tàu. Thêm vào đó một mồi bẫy pháo sáng trên tàu bị kích nổ mà không phóng ra, để lại một vệt sáng dài và bộc lộ vị trí con tàu trên màn hình radar; ssự việc khiến con tàu chịu đựng thêm nhiều mảnh đạn pháo bắn trúng.
Vào ngày 12 tháng 2, 1973, Leonard F. Mason là tàu chiến Hoa Kỳ cuối cùng ghé vào cảng Đà Nẵng trong cuộc Chiến tranh Việt Nam. Từ tháng 2 đến tháng 3, thực hiện cam kết của Hoa Kỳ trong Hiệp định Paris 1973, nó được điều về Lực lượng Đặc nhiệm 78 để tham gia Chiến dịch End Sweep, hoạt động rà phá thủy lôi mà phía Hoa Kỳ trước đó đã rải để phong tỏa các cảng Bắc Việt Nam. Con tàu đã hộ tống cho các tàu quét mìn hoạt động ngoài khơi cảng Hải Phòng.
Leonard F. Mason được cho rút tên khỏi danh sách Đăng bạ Hải quân vào ngày 2 tháng 11, 1976.

### ROCSShuei Yang(DD-26/DDG-926)
Chiếc tàu khu trục được chuyển cho Đài Loan hai năm sau đó, và nhập biên chế cùng Hải quân Trung Hoa dân quốc từ ngày 10 tháng 3 năm 1978, được đổi tên thành ROCS Lai Yang hoặc Shuei Yang và mang ký hiệu lườn DD-26, sau xếp lại lớp thành DDG-926. Con tàu ngừng hoạt động vào ngày 16 tháng 2 năm 2000, và bị đánh chìm vào ngày 11 tháng 4 năm 2003 để tạo thành một dải san hô nhân tạo.

## Phần thưởng
Leonard F. Mason được tặng thưởng ba Ngôi sao Chiến trận do thành tích phục vụ trong Chiến tranh Triều Tiên.